# Université nationale de technologie de Séoul
L'université nationale de science & technologie de Séoul (en hangul : 서울과학기술대학교), parfois raccourcis en SeoulTech à l'international, est une université nationale de Corée du Sud située à Séoul. 

## Composantes

### Faculté de premier cycle
- Faculté d'ingénierie
- Faculté d'art et de design
- Faculté des sciences de la nature et du vivant
- Faculté de sciences humaines et sociales